# N414 (België)
De N414 is een gewestweg in België in de stad Gent. De weg verbindt de R40 met de N43/N60 (De Sterre). Daarbij loopt de weg voorbij het Citadelpark aan de oostkant en voorbij het station Gent-Sint-Pieters aan de westkant. De weg kent een lengte van ongeveer 2 kilometer en verloopt in zijn geheel over de Kortrijksesteenweg. De gehele route bestaat uit twee rijstroken voor beide rijrichtingen samen. Over zowat de helft van het traject lopen ook tramsporen.